# Line (canción)
«Line» —[laɪn]; en español: «Línea»— es una canción compuesta por Agnese Rakovska, Kristaps Ērglis y Kristians Rakovskis e interpretada en inglés por la banda musical letona Triana Park. Se lanzó como descarga digital el 10 de enero de 2017 mediante Krap Records. Fue elegida para representar a Letonia en el Festival de la Canción de Eurovisión de 2017 tras ganar la final nacional letona, Supernova 2017, el 26 de febrero de 2017.

## Festival de Eurovisión

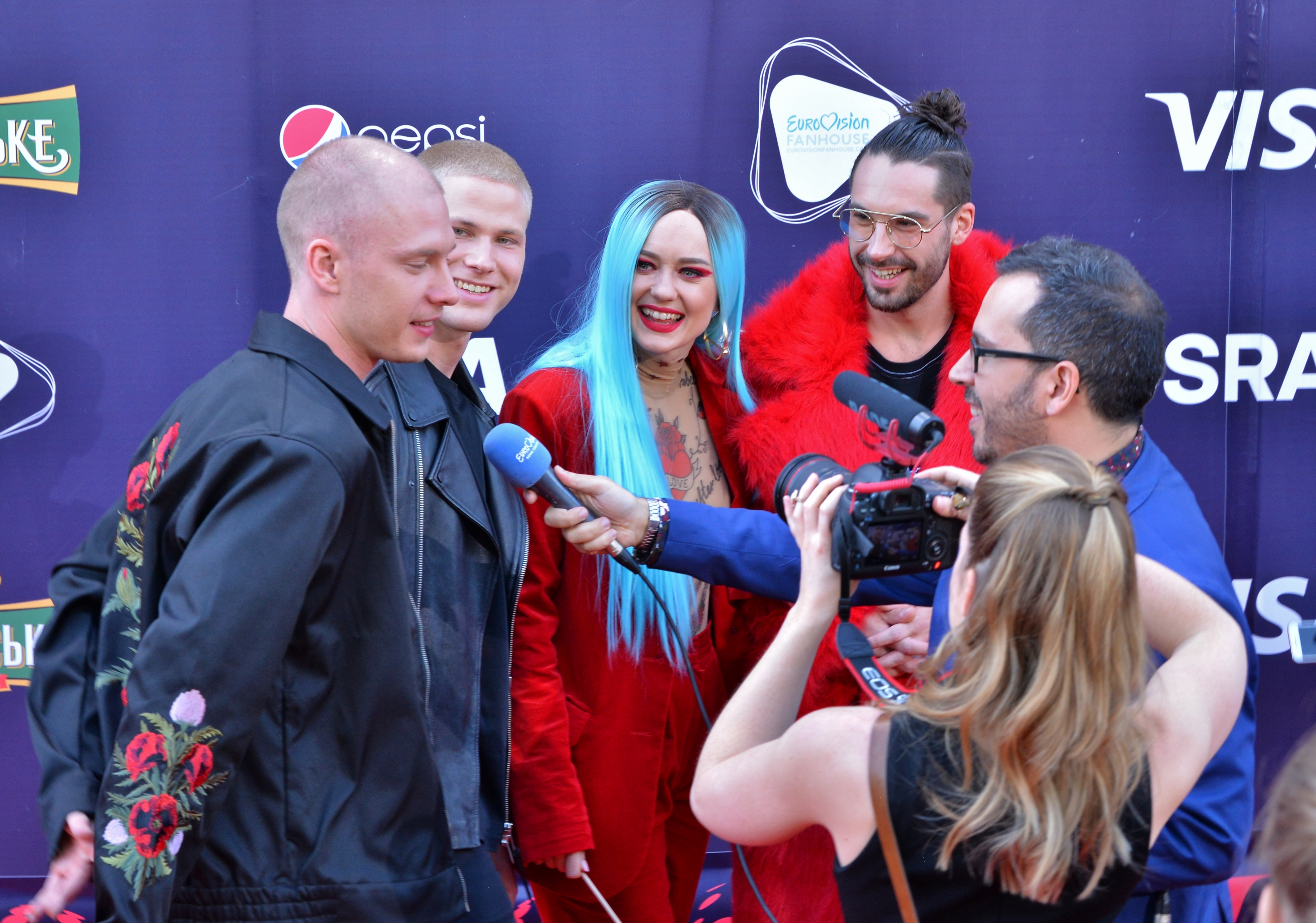
El grupo musical letón Triana Park en la ceremonia inaugural del Festival de la Canción de Eurovisión 2017 en Kiev.

### Festival de la Canción de Eurovisión 2017
Esta fue la representación letona en el Festival de Eurovisión 2017, interpretada por Triana Park.
El 31 de enero de 2017 se organizó un sorteo de asignación en el que se colocaba a cada país en una de las dos semifinales, además de decidir en qué mitad del certamen actuarían. Como resultado, la canción fue interpretada en 18.º (último) lugar durante la primera semifinal, celebrada el 9 de mayo de 2017. Fue precedida por Eslovenia con Omar Naber interpretando «On My Way». La canción no fue anunciada entre los diez temas elegidos para pasar a la final, y por lo tanto no se clasificó para competir en esta. Más tarde se reveló que el país había quedado en 18.º puesto (último) con 21 puntos.

## Formatos
| Descarga digital |        |          |  |
| N.º              | Título | Duración |  |
| 1.               | «Line» | 3:06     |  |

## Historial de lanzamiento
| Región  | Fecha               | Formato          | Discográfica | Ref.  |
| ------- | ------------------- | ---------------- | ------------ | ----- |
| Mundial | 10 de enero de 2017 | Descarga digital | Krap Records | [ 1 ] |